# Forțele de Autoapărare (cantoanele Rojavei)
Forțele de Autoapărare (kurdă Hêzên Xweparastinê, abreviat HXP; arabă قوات الحماية الذاتية, translit. Quwwāt al-himāyati al-dhātiyati, siriacă ܓܘܫܡܐ ܕܣܘܝܥܐ ܘܣܘܬܪܐ ܝܬܝܐ, translit. Gușmo d'Suyo'o w'Sutoro Yothoyo) reprezintă o miliție de apărare teritorială multietnică și singura forță armată din Federația Democratică a Nordului Siriei ai cărei luptători satisfac un serviciu militar obligatoriu. Fiind o forță de autoapărare, membrii HXP sunt recrutați local.

## Nume
Numele oficial în limba kurdă al HXP este „Hêzên Xweparastinê”. Dar în emblema HXP din Cantonul Afrin apare un alt nume kurd, „Hêza Parastina Xweser”, care poate fi folosit doar în acest canton. În plus, în unele buletine de știri kurde a fost folosită și denumirea de „Erka Xweparastinê”.
Traducerea uzuală a numelui HXP este „Forțele de Autoapărare”. O traducere mai rară este „Forțele Autonome de Protecție” (prescurtat în engleză APF), lucru care poate crea ideea eronată că APF este o organizație militară diferită de HXP.

## Poliție militară
HXP și-au înființat unități de poliție militară (kurdă Yekîneyên Disiplîna Leşkerî, arabă وحدات الانضباط العسكري‎, translit. Waḥdāt al-Inḍibāṭi al-'Askariyyi, siriacă ܚܕܘܬܐ ܕܣܘܕܪܐ ܓܝܣܝܐ‎, translit. Ḥdowotho d'Sudoro Gaysoyo, română Unitățile pentru Disciplină Militară) în iulie 2015. Principala sarcină a acestor forțe este să asigure disciplina militară, să prevină traficul de arme și să protejeze clădirile cu destinație militară.